# Montaropa
Montaropa is een geslacht van weekdieren uit de klasse van de Gastropoda (slakken).

## Soort
- Montaropa macsweeneyi Climo, 1984